# The Bandit of Point Loma
The Bandit of Point Loma è un cortometraggio muto del 1912 diretto da Allan Dwan. Prodotto dall'American Film Manufacturing Company (con il nome Flying A), fu distribuito dalla Film Supply Company e uscì in sala il 22 agosto 1912.

## Trama
Un bandito braccato dallo sceriffo, sfugge all'inseguimento scappando su una spiaggia e trovando rifugio nel Faro di Point Loma. Lì corteggia la figlia del guardiano nonostante questa sia fidanzata con un pescatore. Lo sceriffo, messo sull'avviso, torna sulle tracce del fuggitivo. Il bandito riesce a fuggire attraverso un passaggio sotterraneo ma viene catturato in riva al mare.

## Produzione
Il film fu prodotto dall'American Film Manufacturing Company (con il nome Flying A).

## Distribuzione
Distribuito dalla Film Supply Company,  il film - un cortometraggio in una bobina - uscì nelle sale cinematografiche USA il 22 agosto 1912.